# Музей Герасима Кондратьєва (Суми)
Сумський музей Герасима Кондратьєва  — Створений при сумській гімназії № 1. Відтворює 355-річну історію обласного центру, життєві віхи його засновника  — першого сумського полковника Герасима Кондратьєва. 

## Про музей
Під музей обладнана одна із шкільних кімнат. Створення музею є результат роботи педагогічного колективу, учнів та за підтримки батьків школярів, творчих спілок, громадських організацій, козаками й кобзарями Сумщини, ентузіастів з числа фахівців музейної справи області. 
У музеї зібрано понад 1000 експонатів. В музеї можна побачити копії перших мап будівництва над Пслом, козацькі обереги, репродукції портретів, картини гетьманів Слобідського краю, видатних постатей, чия діяльність пов’язана з містом з початку XVII i до XXI століття. В центрі експозиції  — парсуни отамана Герасима Кондратьєва, який у 1652 році отримав дозвіл оселитися «на річці Псел біля річки Сумки», й роком пізніше разом із сотнею родин містечка Ставище Білоцерківського полку на Київщині заснував місто. Тут є раритетні видання, речі старовини, спогади старожилів. Все це у музейній експозиції перетворено на унікальний «паспорт» батька міста. 

### Історія створення
Музей створено за ініціативи новатора освіти, директора гімназії №1 Катериною Іванівною Бондаревою. А задум її творчо втілили соратники, відомі в обласному центрі педагоги-просвітники  — Людмила Миколаївна Бідоленко та Микола Пилипович Карпенко, який на громадських засадах став його директором. 
Карпенко розробив концепцію музею, об’єднуючи навколо особи Герасима Кондратьєва інформаційні блоки: 
- Історія Слобожанщини.

- Заселення і розвиток території Сум до виникнення міста.

- Заснування міста суми, його розбудова і роль в історії краю.

- Геральдика сумського козацького слобідського полку.

- Полковники Кондратьєви, їх соціально-економічна, військова і політична діяльність.

- Історія Свято-Воскресенської церкви  — першої кам’яної будови міста. Храму-усипальниці родини Кондратьєвих.

- Відродження історико-культурних традиції українського козацтва на Сумщині.

- Діяльність «Молодої Січі» ім. полковника Герасима Кондратьєва при гімназії №1 м. Сум.

- Меценати та будівничі Сум від заснування і до наших днів:

- Історія створення та діяльності гімназії № 1 м. Сум.

| Музей полковника Герасима Кондратьєва Сумської гімназії №1 став консультпунктом для керівників пошукових загонів не тільки міста, а й Сумської області. Експозиція шкільного музею охоплює історичні події з прадавніх часів, що дає змогу учителям історії підвішувати свою кваліфікацію… | (Зі стенда музею)
Наразі не працює.